# Ма Чжэньчжао
Ма Чжэньчжао (кит. трад. 马振昭, пиньинь Mǎ Zhènzhāo; род. 5 ноября 1997, Биньчжоу, Шаньдун) — китайская дзюдоистка, выступающая в весовой категории до 78 кг. Бронзовый призёр летних Олимпийских игр 2024 года, чемпионка летних Азиатских игр 2022 года, призёр чемпионата мира 2022 года, многократный призёр чемпионатов Азии по дзюдо. Победительница турниров Большого шлема в Абу-Даби (2022) и Астане (2024 год). Участница летних Олимпийских игр 2020 и 2024 годов.

## Биография
Ма Чжэньчжао родилась 5 ноября 1997 года в Биньчжоу, в Китае.

## Карьера
Ма завоевала одну из бронзовых медалей в весовой категории до 78 кг среди женщин на Азиатских играх 2018 года, проходивших в Джакарте. На чемпионате Азиатско-Тихоокеанского региона по дзюдо 2019 года, проходившем в Фуджейре, она завоевала серебряную медаль в весовой категории до 78 кг.
В 2019 году Ма выступала в весовой категории до 78 кг среди женщин на чемпионате мира по дзюдо, проходившем в Токио. Уступила в утешительном поединке португалке Патрисии Сампаю.
В 2021 году Ма выступала в весовой категории до 78 кг среди женщин на летних Олимпийских играх 2020 года в Токио. В своем первом же поединке она уступила Бернадетте Граф из Австрии.
В 2023 году китайская спортсменка проиграла свой матч за бронзовую медаль в весовой категории до 78 кг на чемпионате мира по дзюдо, проходившем в Дохе.
На летних Олимпийских играх 2024 года в Париже в категории до 78 кг Ма завоевала бронзовую медаль, победив в схватке за третье место немецкую спортсменку Анну-Марию Вагнер.